# Chitrakoot
Chitrakoot – miasto w Indiach, w stanie Madhya Pradesh. W 2011 roku liczyło 23 316 mieszkańców.

## Nazwa
Nazwa miasta znaczy dosłownie „wzgórze wielu cudów”, a pochodzi od wzgórza Kamadgiri, na którym według Ramajany Rama, Sita i Lakszmana spędzili część 14-letniego wygnania.